# Berlijnse School voor elektronische muziek
De Berlijnse School van elektronische muziek of alleen de Berlijnse School is een genrebenaming voor een ontwikkeling van de elektronische muziek in de jaren zeventig gevormd door Berlijnse artiesten zoals Klaus Schulze, Tangerine Dream en Ash Ra Tempel. De stijl wordt gekenmerkt door een zeurende elektrische gitaar of synthesizermelodieën in het hogere register samen met complexe verschuivende analoge sequencer-basritmes. De warme menselijke improvisaties van de solist waren in evenwicht met de koude robotachtige precisie van de baspartijen. Voor de inkleuring werden geluidseffecten gebruikt, zoals de wind met de mellotronkoortjes, fluit of strijkers. Experimentele of ambientstukken werden ook gebruikt, bijvoorbeeld als intro. De meeste stukken waren instrumentaal met zelden gebruik van stemmen.
Originele nummers uit de Berlijnse school duurden 20 tot 30 minuten, overeenkomend met de tijdsduur van een kant van een vinyl langspeelplaat. De identificatie van het genre met lange stukken was zo strikt dat het genre leek te verdwijnen in het begin van de jaren tachtig, met het ontstaan van kortere stukken. Na de komst van de cd was de noodzaak zich te beperken in tijdsduur van een compositie verdwenen en werden er tracks gemaakt van wel 80 minuten.
De term 'Berlijnse school', als subgenre van de Krautrock, kwam in gebruik omstreeks 2004/05. Ze werd zo gekozen omdat de meeste artiesten uit dit genre uit Berlijn kwamen. Door hun identificatie met space music (kosmische muziek) kon deze stijl zich onderscheiden van de meer percussieve en ritmegeoriënteerde Düsseldorf School, met artiesten als Can, Cluster, Kraftwerk, en Neu!.
De Berlijnse school staat voor een deel apart in de muziek in tegenstelling tot bijvoorbeeld Kraftwerk dat veel invloed heeft gehad op de synthpop en techno. Toch zijn er invloeden te herkennen van de Berlijnse school in de Ambient, elektronische muziek, new age en de trance. Soms wordt het genre als een subgenre van de new age of ambient gezien.

## Proto-Berlijnse School
In 1963, jaren voor de uitvinding van de Moog synthesizer, had de Engelse televisieshow Doctor Who een thema gemaakt van tape-opnames van oscillatoren, die erg deden denken aan de muziek van de Berlijnse school. In 1971 nam Pink Floyd een instrumentale compositie op getiteld One of These Days voor de elpee Meddle die erg leek op dat Doctor Who thema. Er werden echter twee basgitaren gebruikt die interactie aangingen met een vertraagd tapesysteem. Hun gebruik van wind en andere geluidseffecten wierpen hun schaduw vooruit van de Berlijnse sound.
Het eerste muziekalbum van Tangerine Dream dat rudimentaire elektronische ritmes liet horen was hun derde album Zeit in 1972. Tangerine Dreams vroegere drummer Klaus Schulze nam in 1973 het nummer Totem op, maar gaf het pas twee jaar later uit op het album Picture Music (na Tangerine Dreams album Phaedra). Totem werd gemaakt op een ARP Odyssey synthesizer met gebruik van de Sample & Hold function (gecombineerd met tape echo) die erg leek op het geluid dat hij later met zijn sequencer-werk maakte.

## Klassieke periode
Analoge sequencers werden gebruikt door Pete Townshend op het album Who's Next van The Who in 1971 en door Pink Floyd op het in 1973 uitgebrachte album The Dark Side of the Moon, maar het klassieke tijdperk van de Berlijnse School is begonnen met het uitbrengen van Phaedra door Tangerine Dream in 1974, hun eerste album op het label Virgin Records, en eindigde met Hyperborea door dezelfde groep in 1983. Bandlid Christopher Franke wordt genoemd als degene die het Berlijnse geluid heeft gelanceerd met zijn live optreden met de Modular Moogs control-voltage analoge sequencer.
In 1975 regeerde Tangerine Dream min of meer alleen op dit terrein met een studioalbum Rubycon en het livealbum Ricochet. Klaus Schulze maakte de populaire (maar vergankelijke) elpee Timewind. Dit bevatte het een kant lange stuk Bayreuth Return, in een keer opgenomen, gestructureerd rond een sequencerpatroon omgezet en gemanipuleerd in realtime.
Moondawn van Klaus Schulze in 1976 wordt gezien als zijn eerste echte start in dit genre, waarbij hij vergezeld werd door Jean-Michel Jarre met Oxygène in hetzelfde jaar. Tangerine Dream leverde een studioalbum af, Stratosfear en de soundtrack van de film Sorcerer.
In 1977 kwam het album New Age of Earth van Ashra (Manuel Göttsching) uit samen met Michael Hoenigs Departure from the Northern Wasteland, en Vangelis' Spiral. Tangerine Dream toerde in de Verenigde Staten en kwam met een dubbel livealbum, Encore, met drie kanten volgens de Berlijnse School en één kant met proto-Ambient.
Tot woede van sommige fans liet Tangerine Dream op het album Cyclone uit 1978 vocalen toe, maar "Madrigal Meridian" (dat de hele tweede helft van dat album vulde) is pure Berlijnse School vergelijkbaar met het kortere nummer "Frank Herbert" van Klaus Schulzes klassieke dubbel album X. Jean-Michel Jarres Equinoxe steunt op de sequencer voor meer dan de helft van dit album.
Elke artiest heeft een unieke handtekening. Tangerine Dreams extreem complexe sequencerloopjes gebruikte een variëteit van timbre. De loopjes zijn gemaakt uit simpele sequences met real-time manipulatie, met de analoge sequencer als een soort basisinstrument op zichzelf. Jarres galopperende sequences klonken zwaar op de bas.
Michael Hoenigs sequences (vaak diverse loopjes die parallel lopen) constant en gestaag veranderd, vaak polyritmische patronen makend die lijken op het minimalistische werk van Philip Glass en Steve Reich. Klaus Schulze prefereerde zijn sequences een paar octaven hoger dan Hoenig en speelde ze korter en meer hypnotisch. Hij had echter de neiging sequences om te zetten in real time van het controle keyboard, waardoor hij modulatie in zijn stukken introduceerde.

## Latere Berlijnse School
Tussen 1979 en 1984 was Tangerine Dream klaar met vrijwel alle mogelijkheden van dit genre en begon met het maken van meer toegankelijke, korte en meer new age-achtige nummers voor albums zoals Exit, Le Parc en Underwater Sunlight. Jean-Michel Jarre leverde zijn ultieme sequencerprestatie met Magnetic Fields in 1981 en begon toen met het opnemen van rockgeoriënteerde tracks, die meer fans zou aanspreken bij de concerten. Toen de technologie verbeterde en MIDI ontstond, begonnen muzikanten de synthesizer te zien als instrument om traditionele instrumenten te spelen middels een druk op de knop.
Het werd duidelijk dat de Berlijnse School zich had ontwikkeld van experimenten tot de grenzen van de technologische beperkingen, die snel minder werden.
Enkele nieuwe artiesten gingen zich opzettelijk verdiepen in de stijl van de Berlijnse School vanwege een echte liefhebberij en nostalgie voor dit genre. In 1988, vijf jaar nadat Tangerine Dream het Virgin label verliet, bracht Wavestar hun cd Moonwind uit. De baspartij en synthesizerloopjes van "Chase the Evening" liet de Berlijnse School in essentie horen. Zelfs Tangerine Dream zelf maakt af en toe nog iets in die stijl zoals het nummer "Culpa Levis" van TimeSquare (Dream Mixes volume 2) in 1997.
De muziek van de Berlijnse School is geëvolueerd naar veel moderne interpretaties van het originele jaren 70-geluid. De meeste moderne stijlen gebruiken nog steeds het warme analoge synthesizergeluid en hebben de progressieve aard, die de basis vormt van dit genre. Hedendaagse artiesten van de Berlijnse School zijn onder andere Redshift, het Nederlandse Free System Projekt, Radio Massacre International, Rainbow Serpent, Syndromeda, Omega Syndicate, Arc, AirSculpture, Paul Lawler, Dweller at the Threshold, Ken Martin, Rudy Adrian, Indra, Dom F. Scab, Wolfram Spyra, Syn (EM), Nemesis, Under the Dome en Detlef Keller. Nederlandse vertegenwoordigers zijn dan (en later) Dutch Space Mission, Phrozenlight, Von Haulshoven, Band1971, Ron Boots en Gert Emmens.